# Calometopus nyassae
Calometopus nyassae är en skalbaggsart som beskrevs av John Obadiah Westwood 1878. Calometopus nyassae ingår i släktet Calometopus och familjen Cetoniidae. Inga underarter finns listade.